# Сан Микеле (Витербо)
Сан Микеле је насеље у Италији у округу Витербо, региону Лацио.
Према процени из 2011. у насељу је живело 45 становника. Насеље се налази на надморској висини од 84 м.